# Kálmán Ihász
Kálmán Ihász (6. března 1941 Budapešť – 31. ledna 2019 Budapešť) byl maďarský fotbalista, jenž nastupoval především na postu obránce. S maďarskou reprezentací vyhrál olympijský turnaj v roce 1964 a ve stejném roce získal bronzovou medaili na mistrovství Evropy. Zúčastnil se též mistrovství světa v roce 1962 a 1966, byť do hry na těchto turnajích nezasáhl. Za národní tým nastupoval v letech 1962–1969 a odehrál za něj 27 utkání. Celou svou kariéru (1958–1972) strávil v jediném klubu, Vasasu Budapešť. Nastoupil v jeho dresu k 363 ligovým utkáním, v nichž vstřelil 19 branek. Získal s Vasasem čtyři tituly mistra Maďarska (1960/61, 1961/62, 1964/65, 1965/66), třikrát Středoevropský pohár (1962, 1965, 1970) a jednou maďarský pohár (1973).
Po skončení hráčské kariéry sice získal trenérský diplom na Vysoké škole tělesné kultury a rok trénoval rezervní tým Vasasu, ale poté z fotbalu odešel a otevřel si obchod s módou v centru Budapešti (v kádárovském Maďarsku bylo drobné podnikání povoleno).
Maďarský deník HVG po jeho smrti zhodnotil jeho fotbalové kvality slovy: "Proslul svou spolehlivostí. Začínal jako defenzivní útočník, poté hrál v obranné řadě, ale skutečným klasikem se stal jako levý bek. Jeho hra se vyznačovala všestranností. Umně si vybíral místo, suverénně zastavoval útoky, dobře přihrával a statečně se pouštěl do útoku. Byl to tvrdý, disciplinovaný, houževnatý, ale férový fotbalista. Vytknout se mu dala jen jeho rychlost."